# HD114519
HD114519 — хімічно пекулярна зоря спектрального класу F5, що має видиму зоряну величину в смузі V приблизно  8,1.
Вона  розташована на відстані близько 352,6 світлових років від Сонця.